# Grand Prix Włoch 1977
Grand Prix Włoch 1977 (oryg. Gran Premio d'Italia) – 14. runda Mistrzostw Świata Formuły 1 w sezonie 1977, która odbyła się 11 września 1977, po raz 28. na torze Monza.
48. Grand Prix Włoch, 28. zaliczane do Mistrzostw Świata Formuły 1.

## Klasyfikacja
| Legenda oznaczeń w tabelach wyników Wyświetl szablon na nowej stronie | Legenda oznaczeń w tabelach wyników Wyświetl szablon na nowej stronie                                                                     |
| Oznaczenie                                                            | Wyjaśnienie |
| --------------------------------------------------------------------- | --- |
| Złoty                                                                 | Zwycięzca lub mistrzostwo |
| Srebrny                                                               | 2. miejsce lub wicemistrzostwo |
| Brązowy                                                               | 3. miejsce lub II wicemistrzostwo |
| Zielony                                                               | Ukończył, punktował (w klasyfikacji generalnej, gdy zdobył co najmniej jeden punkt na przestrzeni sezonu, poza trzema powyższymi opcjami) |
| Niebieski                                                             | Ukończył, nie punktował (w klasyfikacji generalnej, gdy nie zdobył co najmniej jednego punktu na przestrzeni sezonu)                      |
| Czerwony                                                              | Nie zakwalifikował się (NZ) |
| Czerwony                                                              | Nie prekwalifikował się (NPK) |
| Różowy                                                                | Nie ukończył (NU) |
| Różowy                                                                | Niesklasyfikowany (NS) (w klasyfikacji generalnej, gdy nie został sklasyfikowany w żadnym wyścigu sezonu)                                 |
| Czarny                                                                | Zdyskwalifikowany (DK) |
| Czarny                                                                | Wykluczony (WYK/EX) |
| Biały                                                                 | Nie wystartował (NW) |
| Biały                                                                 | Kontuzjowany (K/INJ) |
| Biały                                                                 | Wyścig odwołany (OD/C) |
| Bez koloru                                                            | Został wycofany (WYC/WD) |
| Bez koloru                                                            | Nie przybył (NP/DNA) |
| Bez koloru                                                            | Nie brał udziału w treningach (NT/DNP) |
| Bez koloru                                                            | Nie został zgłoszony (–) |
| Pogrubienie                                                           | Start z pole position |
| Kursywa                                                               | Najszybsze okrążenie wyścigu |
| †                                                                     | Nie ukończył, ale jego rezultat został zaliczony ze względu na przejechanie więcej niż 90% dystansu wyścigu.                              |
| *                                                                     | Sezon w trakcie |
| 1/2/3                                                                 | Punktowana pozycja w sprincie kwalifikacyjnym                                                                                             |
| Lista systemów punktacji Formuły 1                                    | |

| Poz. | Nr. | Kierowca              | Konstruktor        | Okrążeń | Czas/powód NU | Poz. start. | Punktów |
| ---- | --- | --------------------- | ------------------ | ------- | ------------- | ----------- | ------- |
| 1    | 5   | Mario Andretti        | Lotus-Ford         | 52      | 1:27:50.30    | 4           | 9       |
| 2    | 11  | Niki Lauda            | Ferrari            | 52      | 16.96         | 5           | 6       |
| 3    | 17  | Alan Jones            | Shadow-Ford        | 52      | 23.63         | 16          | 4       |
| 4    | 2   | Jochen Mass           | McLaren-Ford       | 52      | 28.48         | 9           | 3       |
| 5    | 22  | Clay Regazzoni        | Ensign-Ford        | 52      | 30.11         | 2           | 2       |
| 6    | 3   | Ronnie Peterson       | Tyrrell-Ford       | 52      | + 1:19.22     | 12          | 1       |
| 7    | 27  | Patrick Nève          | March-Ford         | 50      | + 2 okrążenia | 24          |         |
| 8    | 26  | Jacques Laffite       | Ligier-Matra       | 50      | + 2 okrążenia | 8           |         |
| 9    | 24  | Rupert Keegan         | Hesketh-Ford       | 48      | + 4 okrążenia | 23          |         |
| NU   | 10  | Ian Scheckter         | March-Ford         | 41      | Przen napędu  | 17          |         |
| NU   | 12  | Carlos Reutemann      | Ferrari            | 39      | Wypadł z toru | 2           |         |
| NU   | 16  | Riccardo Patrese      | Shadow-Ford        | 39      | Wypadł z toru | 6           |         |
| NU   | 14  | Bruno Giacomelli      | McLaren-Ford       | 38      | Silnik        | 15          |         |
| NU   | 8   | Hans Joachim Stuck    | Brabham-Alfa Romeo | 31      | Silnik        | 11          |         |
| NU   | 1   | James Hunt            | McLaren-Ford       | 26      | Wypadł z toru | 1           |         |
| NU   | 4   | Patrick Depailler     | Tyrrell-Ford       | 24      | Silnik        | 13          |         |
| NU   | 20  | Jody Scheckter        | Wolf-Ford          | 23      | Silnik        | 3           |         |
| NU   | 15  | Jean-Pierre Jabouille | Renault            | 23      | Silnik        | 20          |         |
| NU   | 34  | Jean-Pierre Jarier    | Penske-Ford        | 19      | Silnik        | 18          |         |
| NU   | 23  | Patrick Tambay        | Ensign-Ford        | 9       | Silnik        | 21          |         |
| NU   | 19  | Vittorio Brambilla    | Surtees-Ford       | 5       | Wypadek       | 10          |         |
| NU   | 6   | Gunnar Nilsson        | Lotus-Ford         | 4       | Zawieszenie   | 22          |         |
| NU   | 30  | Brett Lunger          | McLaren-Ford       | 4       | Silnik        | 19          |         |
| NU   | 7   | John Watson           | Brabham-Alfa Romeo | 3       | Wypadek       | 14          |         |
| NZ   | 9   | Alex Ribeiro          | March-Ford         |         |               |             |         |
| NZ   | 28  | Emerson Fittipaldi    | Fittipaldi-Ford    |         |               |             |         |
| NZ   | 18  | Lamberto Leoni        | Surtees-Ford       |         |               |             |         |
| NZ   | 38  | Brian Henton          | Boro-Ford          |         |               |             |         |
| NZ   | 36  | Emilio de Villota     | McLaren-Ford       |         |               |             |         |
| NZ   | 25  | Ian Ashley            | Hesketh-Ford       |         |               |             |         |
| NZ   | 29  | Teddy Pilette         | BRM                |         |               |             |         |
| NZ   | 33  | Hans Binder           | Penske-Ford        |         |               |             |         |
| NZ   | 41  | Loris Kessel          | Apollon-Cosworth   |         |               |             |         |
| NZ   | 21  | Giorgio Francia       | Brabham-Alfa Romeo |         |               |             |         |